# 牧長勝
牧 長勝（まき ながかつ、永禄5年（1562年） - 寛永11年12月13日（1635年1月31日））は、戦国時代の武将。清和源氏・足利氏一門・斯波高経の後裔・江戸幕府旗本、父は牧長正・通称は助右衛門・子は牧家恒・長重・勝重。

## 経歴
初め織田信長に仕え、初陣は天正5年（1577年）、摂津・河内の役。下間頼廉の三女を妻に迎える。天正7年（1579年）、頼廉の長女の夫荒木村重が信長に謀反、一族が伊丹城の人質となり六条河原にて処刑、妻を失うと共に、この事件により流落。
天正10年（1582年）滝川一益に仕え甲州攻めの後、一益が仏門に入ると浪人となる。天正18年（1590年）、家康の旗本（千五百石）として小田原征伐に供奉、慶長5年（1600年）関ヶ原の戦いにも扈従、慶長15年（1610年）、名古屋城築城の普請奉行として名古屋の検地、縄張りをした。定紋は丸に橘。菩提寺は埼玉県さいたま市にある普門院。

## 系譜
斯波高経（尾張流足利家嫡流、牧家祖）―斯波義種―斯波満種―斯波持種-斯波（大野）義敏―斯波義寛―斯波義達―牧（津川）義長（兄は斯波義統、子の義銀の時斯波氏滅亡）―牧長義（室は信秀の妹）―牧長正（兄は牧長清で室は信長の妹、子孫は岡村姓を名乗り熱田に住す）―牧長勝（長子は家恒・子孫は丹波・丹後・若狭に住す、丹波牧家は本家・牧佐兵衛尉家恒十四代目牧守氏、丹後の牧家は岡野姓を名乗る、若狭の牧家は牧正氏：二男は長重・旗本牧家子孫は牧煕氏、相模に住す：三男は勝重・尾張藩士牧家子孫は牧譲氏、尾張に住す）